# 군산시
군산시(群山市)는 대한민국 전북특별자치도 북서부 해안가에 있는 시이다. 동쪽은 익산시, 서쪽은 황해, 남쪽은 만경강을 경계로 김제시, 북쪽은 금강을 경계로 충청남도 서천군과 접하고 있다. 금강 하구와 만경강 하구로 둘러싸인 육지(옥구 반도)와 황해의 섬들(고군산군도 등)로 이루어진다.

## 역사

### 선사시대
군산시의 가장 오래된 선사시대 유적은 내흥동 구석기 유적이다. 발굴된 문화층의 추정 연대는 약 4만년 - 2만5천년 전으로 규암이나 석영반암을 재료로 한 뗀석기가 발견되었다. 내흥동 구석기 유적은 장항선의 장항역과 군산역의 연결 공사 과정에 앞선 문화재 조사에서 발굴되었으며 구석기 시대에서 신석기 시대, 마한, 백제, 조선 시대에 해당하는 오랜 기간 동안 누적된 유물들이 발견되었다.
금강과 서해가 만나는 군산은 해산물이 풍부하고 평야가 넓어 사람이 살기 좋다. 군산 앞바다의 크고 작은 여러 섬들과 군산 시내 곳곳에서 신석기 시대 유물이 발굴되어 이 지역이 선사 시대 이래 중요한 해양 거점이었음을 알게 해 준다. 고군산 군도와 선유도를 비롯하여 가도와 내초도, 노래섬, 띠섬, 비응도, 오식도, 개야도 등의 섬에서 약 30여 곳의 신석기 시대 조개무지가 발견되었다.

### 삼국시대
청동기 시기가 되어 군산 일대는 구릉을 중심으로 한 국읍(國邑)이 들어섰다. 군산의 소국은 셋이었다고 하며 마한에 속하였다. 삼국사기는 온조왕이 마한을 병합하였다고 기록하고 있으나 군산이 백제에 편입된 것은 기록과 달리 4세기 중엽의 근초고왕 치세 무렵으로 추정된다. 백제는 군산 지역을 병합하고 시산군(屎山郡), 마서량현(馬西良縣), 부부리현(夫夫里縣)을 설치하였다. 군산은 금강 입구에 위치하여 백제의 수도 사비성으로 들어가는 군사적 요충지였다. 군산의 맞은 편인 장항에 있었던 기벌포는 당나라 수군의 진입로였고, 백제 멸망후 신라와 당나라가 해전을 벌인 곳이기도 하다.
신라가 백제를 멸망 시킨 이후 경덕왕 16년(757년) 지방 행정구역이 정비되면서 군산 지역은 임피군(臨陂郡, 현재의 임피면 일대)과 그 관할인 옥구현(沃溝縣, 현재의 옥구읍 일대), 회미현(澮尾縣, 현재의 회현면)으로 나뉘었다. 이후 고려 시대까지 이 지역의 중심지는 임피였다.

### 고려시대
군산이라는 이름은 고려사에 지금의 고군산 군도를 가리키는 말로 처음 등장한다. 신라시대까지 군이었던 임피는 고려시기 현으로 강등되었으나 여전히 군산 지역의 중심지였다. 고려의 군현 제도에서 현은 수령을 파견하는 영현(領縣)과 수령이 따로 임명되지 않은 속현(屬縣)으로 나뉘었는데 임피현은 영현이었고 옥구현, 회미현, 부윤현, 만경현은 임피현에 딸린 속현이었다.

### 조선시대
조선은 회미현을 옥구현에 합치고 임피현과 옥구현에 각각 현령을 임명하였다. 태조는 옥구현에 수군영을 설치하고 종3품의 병마첨절제사가 수장인 진을 구축하였다. 옥구의 진이 무안현으로 옮겨간 뒤 세종 시기에 옥구읍성이 축성되었고 옥구에 다시 군산진을 설치하였다. 새롭게 군산진이 설치된 후 옛 군산도(群山島)는 고군산도라 불리게 되었다. 숙종 원년 선유도에 별도의 진이 설치되었다. 이렇게 여러 진이 설치된 것은 군산이 조운선이 다니는 주요 교통로였기 때문이다. 중종 7년 용안의 득성창이 옮겨 온 군산창은 영광의 법성창과 함께 호남의 대표적인 조창으로 세곡의 집결지였다.

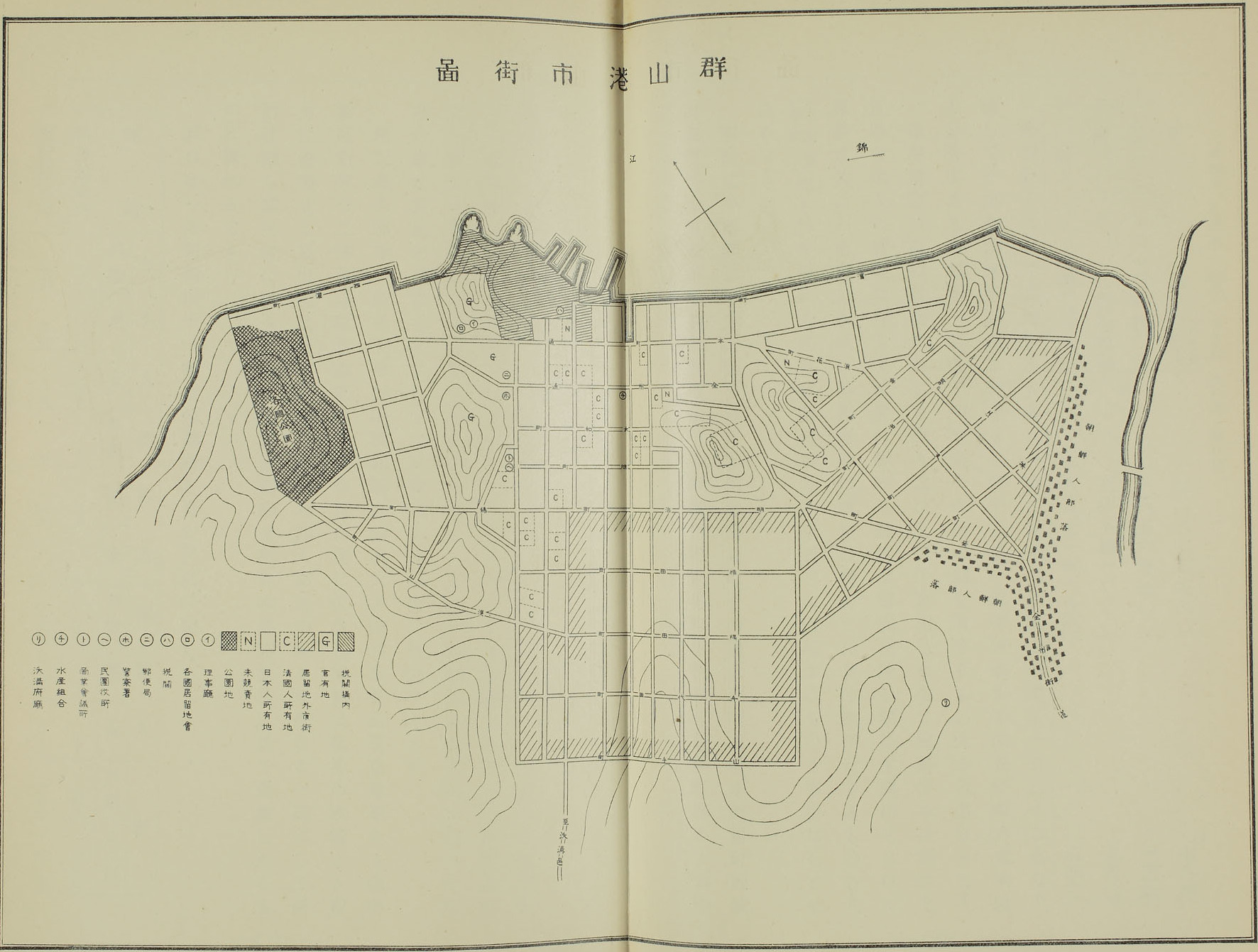
1910년 군산시내의 지도

군산부 휘장

- 1895년 6월 23일 (음력 윤 5월 1일): 고종 32년 개국(開國) 504년(1895년) 5월 28일(음) 칙령 제98호 반포로 행정구역이 개편되어 옥구현과 임피현이 각각 전주부 옥구군, 전주부 임피군으로 개편 되었다.
- 1896년 8월 4일: 건양(建陽) 원년 8월 4일 칙령 제36호 반포로 전라북도 옥구군, 전라북도 임피군으로 개편되었다.

### 대한제국
- 1899년 5월 6일: 군산항이 개항되었고 이에 따라 광무(光武) 3년 5월 6일 칙령 제15호 반포로 군산포(群山浦)에 옥구감리서(監理署)를 설치하고 칙령 제16호 반포로 옥구군 북면 일부가 옥구부(府)가 되었다.[15] 개항 이후 무역항으로 빠르게 성장하였다.

### 일제강점기
- 1910년 10월 1일: 개항으로 각국 거류지가 부령 제7호에 의하여 옥구부(府)에서 군산부(府)로 변경되었다.
- 1914년 4월 1일: 조선총독부전라북도령 제2호에 의하여 군면폐합으로 옥구군 북면의 죽성, 경포, 장재, 신흥, 신창, 개복, 구복, 대정, 둔율의 9개 동리를 군산부로 병합하여 영정 외 15개정과 신흥동 외 5개동으로 개편.[17]  나머지 지역은 임피군(현 임피면·대야면·개정면·성산면·서수면·나포면·조촌동·경암동·구암동·개정동), 전라남도 지도군 고군산면, 충청남도 개야도·죽도·연도·어청도가 옥구군으로 통폐합되었다.[18]
- 1932년 10월 1일: 옥구군 미면 신풍, 둔율, 경장 등 3개 리의 각 일부와 개정면의 구암리 일부를 편입하여 영정 외 16개 정목으로 개편하였다.
- 1940년 11월 1일: 옥구군 개정면 조촌, 구암리의 일부와 미면 신풍, 둔율리의 일부가 군산부에 편입되었다.[19]

### 대한민국
- 1946년 10월 1일: 왜식 동명 변경으로 신흥, 신창, 송풍, 문화동 등 35개 동으로 변경되었다.
- 1949년 8월 15일: 법률 제32호 지방자치법 시행에 따라 군산부(府)가 군산시(市)로 개칭하였다.[20]
- 일자미상으로 군산시에 행정동 제도가 실시되었다.(22행정동)

| 군산시 행정동 제도 실시 전후 행정구역 |                      |
| 구 행정구역 (법정동)                  | 신 행정구역 (행정동) |
| 해망동                                | 군산시 해망동        |
| 신흥동                                | 군산시 신흥동        |
| 금동                                  | 군산시 금동          |
| 월명동, 신창동                        | 군산시 월명동        |
| 오룡동, 금광동                        | 군산시 오룡동        |
| 신풍동, 송풍동, 문화동                | 군산시 신풍동        |
| 삼학동                                | 군산시 삼학동        |
| 선양동, 둔율동                        | 군산시 선양동        |
| 명산동, 송창동, 개복동                | 군산시 명산동        |
| 중앙로1가                             | 군산시 중앙로1가동   |
| 중앙로2가, 영동                       | 군산시 중앙로2가동   |
| 중앙로3가, 대명동, 장재동             | 군산시 대명동        |
| 창성동                                | 군산시 창성동        |
| 미원동                                | 군산시 미원동        |
| 영화동, 장미동                        | 군산시 영화동        |
| 신영동, 죽성동, 평화동                | 군산시 신영동        |
| 동흥남동, 서흥남동                    | 군산시 흥남동        |
| 금암동                                | 군산시 금암동        |
| 중동                                  | 군산시 중동          |
| 조촌동, 경장동                        | 군산시 조촌동        |
| 경암동                                | 군산시 경암동        |
| 구암동                                | 군산시 구암동        |
- 1973년 5월 25일: 중앙로2가동·신영동을 중앙로2가동으로, 금암동·중동을 중동으로 합동하였다.(군산시: 20행정동, 옥구군: 10면)[21]
- 1973년 5월 29일: 중앙로1가동·영화동을 중앙로1가동으로 합동하였다.(군산시: 19행정동, 옥구군: 10면)[22]
- 1973년 7월 1일: 옥구군 미면 미룡·신풍·둔율·경장리, 옥산면 사정·지곡리, 개정면 개정리 및 성산면 내흥리가 군산시에 편입되었다. 신흥동·금동을 신흥동으로, 선양동·창성동을 선양동으로 통폐합하고, 대명동을 중앙로3가동으로 개칭하였다.[23]
  - 미면 둔율리를 수송동으로, 경장리를 미장동으로 개칭하고, 신풍리를 나운동과 소룡동으로 분할하였고, 나머지 법정리는 그대로 동으로 전환하였다. 수송동·미장동·지곡동을 수송동으로, 나운동·미룡동을 나운동으로, 사정동·개정동을 개정동으로, 구암동·내흥동을 구암동으로 엮어내었고, 소룡동은 단독 행정동이 되었다.(군산시: 21행정동, 옥구군: 10면)
- 1980년 12월 1일: 옥구군 옥구면이 옥구읍으로, 미면이 미성읍으로 각각 승격하였다.(군산시: 21행정동, 옥구군: 2읍 8면)[24]
- 1983년 2월 15일: 옥구군 미성읍 산북, 내초리의 일부가 군산시로 편입되었다.
- 1985년 10월: 옥구군 옥구읍 옥봉리, 선연리가 서부출장소로 구분되었다.
- 1986년 4월 1일: 미성읍 미성출장소가 옥도면으로 승격되었다.(군산시 21행정동, 옥구군 2읍 9면)
- 1989년 1월 1일: 옥구군 미성읍이 군산시로 편입되어 미성동이, 옥도면 오식도리·비응도리가 소룡동으로 편입되었다.(군산시: 22행정동, 옥구군: 1읍 9면)[25]
- 1989년 4월 1일: 옥구군 옥구읍 서부출장소가 옥서면으로 분리되었다.(군산시: 22행정동, 옥구군 1읍 10면)
- 1990년 10월 30일: 길이 1,814m 갑문 20개의 전북특별자치도와 충청남도를 잇는 금강하구둑이 준공되었다.
- 1994년 8월 1일: 나운동을 나운1동과 나운2동으로 분동하였다.(군산시: 23행정동, 옥구군 1읍 10면)[26]
- 1995년 1월 1일: 군산시와 옥구군이 통합하여 도농복합시인 군산시가 되었다.[27] (1읍 10면 23행정동)
- 1998년 10월 1일: 군산시의 과소행정동을 통폐합하였다. 해망동·신흥동을 해신동으로, 월명동·중앙로1가동을 월명동으로, 명산동·선양동을 선양동으로, 중앙로2가동·중동을 중앙동으로, 중앙로3가동·미원동을 중미동으로 통폐합하였다.(1읍 10면 18행정동)
- 2003년 2월 17일: 나운2동을 나운2동과 나운3동으로 분동하였다.(1읍 10면 19행정동)[28]
- 2008년 2월 4일: 오룡동·삼학동을 삼학동으로, 중미동·흥남동을 흥남동으로, 월명동·선양동을 월명동으로 합동하였다.[29] (1읍 10면 16행정동)
- 2024년 1월 18일: 법률 제19430호 전북특별자치도 설치 및 글로벌생명경제도시 조성을 위한 특별법 시행으로 전라북도 군산시에서 전북특별자치도 군산시로 개편되었다.

## 지리

### 지형
동쪽으로는 전북특별자치도 익산시, 서쪽으로는 황해, 남쪽은 만경강을 경계로 김제시, 북쪽은 금강을 경계로 충청남도 서천군과 접하고 있다. 금강 하구와 만경강 하구로 둘러싸인 옥구반도와 서해의 도서들로 이루어져 있다. 군산 부근은 차령산맥의 침강으로 고군산군도와 기타 많은 도서군이 흩어져 매우 복잡한 해안을 이루었으나, 그 후 군산 부근의 도서들은 금강의 유수와 조수작용으로 토사가 퇴적되어 육계도(陸繫島)인 옥구반도가 형성되었다.
이곳은 금강·만경강 양하천의 충적토(沖積土)에 덮여 있어 약간 구릉의 기복은 있으나 대평야로 한국의 곡창지대를 이루고 있다. 시내의 낮은 도상(島狀) 구릉지는 그 당시의 섬이었던 부분이다. 그러나 시가 정리로 인하여 대부분이 평탄화되고 시의 서남단과 시·군계 부근에 다소의 기복을 인정할 수 있을 정도이다. 지질은 대부분 결정편암계의 지질로 되어 있다. 해안선의 굴곡이 비교적 적고 완만하며 해안선 부근에는 해발고도 200m 이상의 산들이 산재해 있다. 섬은 모두 63개가 있으며, 이중 유인도가 16개, 무인도가 47개이다. 해안선은 363.9km이다. 금강과 만경강 하구 주변의 미성동(米星洞)·옥구읍·회현면(澮縣面)·대야면(大野面)·임피면(臨陂面)에는 해발고도 50m 내외의 구릉이 산재하는 넓은 충적평야가 전개된다.

### 산지
군산시는 대부분 지역이 해발고도 50m 내외의구릉이 산재한 넓은 충적평야이며, 100~200m의 낮은 산지가 일부 분포한다. 북동부인 나포면(羅浦面)·서수면(瑞穗面)·성산면(聖山面) 등에 200m 내외의 산지가 분포하며, 그외 남부와 서부 지역에 100m 내외의 산지가 있다.
시의 북동부의 일부 지역에만 망해산(230m) · 취성산(205m) · 오성산(228m) · 고봉산(153m) · 대초산(147m) 등 선캄브리아기의 편암과 편마암을 기반암으로 하는 200m 내외의 낮은 산지가 분포하고 있다.
금강 하구부에 위치한 시가지에 인접하여 차령산맥의 말단부인 장계산(110m) · 월명산(112m) · 천방산(120ｍ) 등의 구릉성 산지가 있으며, 그 밖에 시의 남쪽에 금성산(125m), 남서쪽에 영병산(120m) 등이 있다.

### 강과 하천
북쪽과 남쪽의 시계를 따라 금강과 만경강이 서류하여 황해로 흘러들며, 탑천이 시의 동부에서 남서류하여 대야면 광교리에서 만경강 하구 부근으로 흘러든다. 경포천과 구암천이 시가지를 흘러 금강에 합류하며, 어은천은 시의 동부에서 남류하여 만경강에 합류한다. 이들 하천은 감조구간이 길기 때문에 하류에 배수갑문을 설치하여 바닷물의 유입을 막고 농업용수로 이용하고 있다.
금강과 만경강의 하구에는 넓은 간석지가 잘 발달되어 있는데 이들 간석지는 일제강점기 이후로 간척이 활발히 이루어졌다. 현재에도 군장간척사업과 새만금간척사업이 진행 중으로 해안선이 황해 쪽으로 나가게 되어 있다.

### 기후
연평균 강수량은 1202mm, 일일 최대 강수량은 261.1mm(1979년 8월 5일 기록), 1시간 최대 강수량은 81.0mm(2010년 7월 23일 기록), 연평균 기온은 13℃, 일일 최고기온은 37.1℃(2018년 8월 24일), 일일 최저기온 -15℃(2018년 1월 27일), 연평균 풍속 4.1㎧로 2월 ~ 4월에 북서풍이 비교적 강하게 불고, 특히 해안지역이라 안개가 자주 발생하는데 대부분 해무로 연간 평균 41일이나 되며, 겨울철 찬 대륙성 고기압 확장시에는 돌풍현상과 벼락을 동반한 소나기성 눈이 자주 내리고, 폭설로 이어지는 경우가 잦다. 서해바다와 접해있어 해양성 기후특성을 보이고 있다. 남부서해안형 기후로 겨울에는 북서계절풍의 영향을 받고 여름에는 온난습윤하다. 연교차는 내륙지방보다 해안지방이 작으며, 도서지방은 더욱 작다. 연강수량 1,246mm 내외, 1월 평균기온 -0.1℃ 내외, 8월 평균기온 25.9℃(평년값 기준)이다.
| 군산지역기상서비스센터 (군산시 내흥동, 해발 27.85m)의 기후 | 군산지역기상서비스센터 (군산시 내흥동, 해발 27.85m)의 기후 | 군산지역기상서비스센터 (군산시 내흥동, 해발 27.85m)의 기후 | 군산지역기상서비스센터 (군산시 내흥동, 해발 27.85m)의 기후 | 군산지역기상서비스센터 (군산시 내흥동, 해발 27.85m)의 기후 | 군산지역기상서비스센터 (군산시 내흥동, 해발 27.85m)의 기후 | 군산지역기상서비스센터 (군산시 내흥동, 해발 27.85m)의 기후 | 군산지역기상서비스센터 (군산시 내흥동, 해발 27.85m)의 기후 | 군산지역기상서비스센터 (군산시 내흥동, 해발 27.85m)의 기후 | 군산지역기상서비스센터 (군산시 내흥동, 해발 27.85m)의 기후 | 군산지역기상서비스센터 (군산시 내흥동, 해발 27.85m)의 기후 | 군산지역기상서비스센터 (군산시 내흥동, 해발 27.85m)의 기후 | 군산지역기상서비스센터 (군산시 내흥동, 해발 27.85m)의 기후 | 군산지역기상서비스센터 (군산시 내흥동, 해발 27.85m)의 기후 |
| 월                                                         | 1월                                                        | 2월                                                        | 3월                                                        | 4월                                                        | 5월                                                        | 6월                                                        | 7월                                                        | 8월                                                        | 9월                                                        | 10월                                                       | 11월                                                       | 12월                                                       | 연간                                                       |
| ---------------------------------------------------------- | ---------------------------------------------------------- | ---------------------------------------------------------- | ---------------------------------------------------------- | ---------------------------------------------------------- | ---------------------------------------------------------- | ---------------------------------------------------------- | ---------------------------------------------------------- | ---------------------------------------------------------- | ---------------------------------------------------------- | ---------------------------------------------------------- | ---------------------------------------------------------- | ---------------------------------------------------------- | ---------------------------------------------------------- |
| 역대 최고 기온 °C (°F)                                     | 18.1 (64.6)                                                | 20.6 (69.1)                                                | 26.1 (79.0)                                                | 29.7 (85.5)                                                | 31.1 (88.0)                                                | 35.1 (95.2)                                                | 36.9 (98.4)                                                | 37.1 (98.8)                                                | 35.5 (95.9)                                                | 31.0 (87.8)                                                | 25.6 (78.1)                                                | 20.5 (68.9)                                                | 37.1 (98.8)                                                |
| 일평균 최고 기온 °C (°F)                                   | 4.0 (39.2)                                                 | 6.0 (42.8)                                                 | 10.8 (51.4)                                                | 16.9 (62.4)                                                | 22.3 (72.1)                                                | 26.1 (79.0)                                                | 28.8 (83.8)                                                | 29.9 (85.8)                                                | 26.0 (78.8)                                                | 20.5 (68.9)                                                | 13.4 (56.1)                                                | 6.4 (43.5)                                                 | 17.6 (63.7)                                                |
| 일일 평균 기온 °C (°F)                                     | −0.1 (31.8)                                                | 1.6 (34.9)                                                 | 5.8 (42.4)                                                 | 11.5 (52.7)                                                | 17.1 (62.8)                                                | 21.6 (70.9)                                                | 25.1 (77.2)                                                | 25.9 (78.6)                                                | 21.5 (70.7)                                                | 15.3 (59.5)                                                | 8.7 (47.7)                                                 | 2.2 (36.0)                                                 | 13.0 (55.4)                                                |
| 일평균 최저 기온 °C (°F)                                   | −3.8 (25.2)                                                | −2.4 (27.7)                                                | 1.5 (34.7)                                                 | 6.9 (44.4)                                                 | 12.8 (55.0)                                                | 18.1 (64.6)                                                | 22.3 (72.1)                                                | 22.8 (73.0)                                                | 17.8 (64.0)                                                | 10.9 (51.6)                                                | 4.6 (40.3)                                                 | −1.5 (29.3)                                                | 9.2 (48.6)                                                 |
| 역대 최저 기온 °C (°F)                                     | −16.8 (1.8)                                                | −13.6 (7.5)                                                | −8.5 (16.7)                                                | −1.6 (29.1)                                                | 4.4 (39.9)                                                 | 10.8 (51.4)                                                | 14.1 (57.4)                                                | 14.4 (57.9)                                                | 8.3 (46.9)                                                 | 0.7 (33.3)                                                 | −7.4 (18.7)                                                | −14.5 (5.9)                                                | −16.8 (1.8)                                                |
| 평균 강수량 mm (인치)                                      | 28.2 (1.11)                                                | 35.9 (1.41)                                                | 44.7 (1.76)                                                | 81.6 (3.21)                                                | 85.8 (3.38)                                                | 142.2 (5.60)                                               | 277.3 (10.92)                                              | 266.5 (10.49)                                              | 137.5 (5.41)                                               | 55.2 (2.17)                                                | 53.9 (2.12)                                                | 37.2 (1.46)                                                | 1,246 (49.06)                                              |
| 평균 강수일수 (≥ 0.1 mm)                                   | 9.6                                                        | 7.4                                                        | 8.2                                                        | 8.2                                                        | 8.3                                                        | 9.6                                                        | 14.4                                                       | 12.9                                                       | 8.7                                                        | 6.5                                                        | 9.5                                                        | 11.1                                                       | 114.4                                                      |
| 평균 상대 습도 (%)                                         | 71.2                                                       | 69.7                                                       | 70.6                                                       | 71.5                                                       | 75.2                                                       | 80.1                                                       | 85.4                                                       | 83.2                                                       | 79.4                                                       | 74.0                                                       | 72.0                                                       | 71.7                                                       | 75.3                                                       |
| 평균 월간 일조시간                                         | 159.5                                                      | 172.5                                                      | 203.9                                                      | 215.0                                                      | 225.8                                                      | 187.5                                                      | 152.6                                                      | 188.9                                                      | 189.7                                                      | 207.2                                                      | 163.0                                                      | 151.9                                                      | 2,217.5                                                    |
| 출처: 기상청 (평년값: 1991년~2020년, 극값: 1968년~현재)    |                                                            |                                                            |                                                            |                                                            |                                                            |                                                            |                                                            |                                                            |                                                            |                                                            |                                                            |                                                            |                                                            |

## 행정 구역
군산시의 행정 구역은 1읍 10면 16행정동으로 구성되어 있다. 군산시의 면적은 395.9 km2이고, 인구는 2019년 12월 말 주민등록 기준으로 270,131 명, 118,264 가구이다.

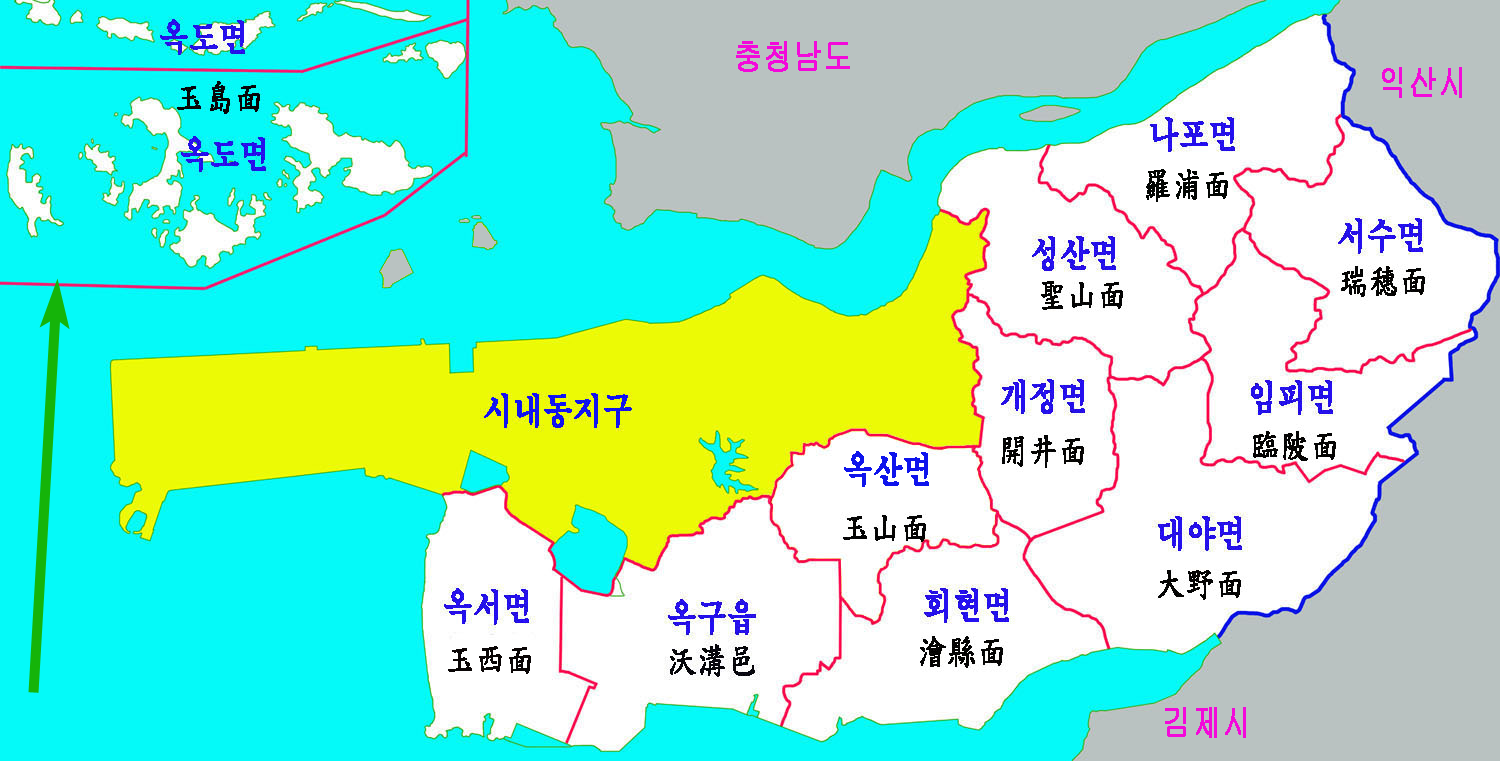
군산시 행정구역

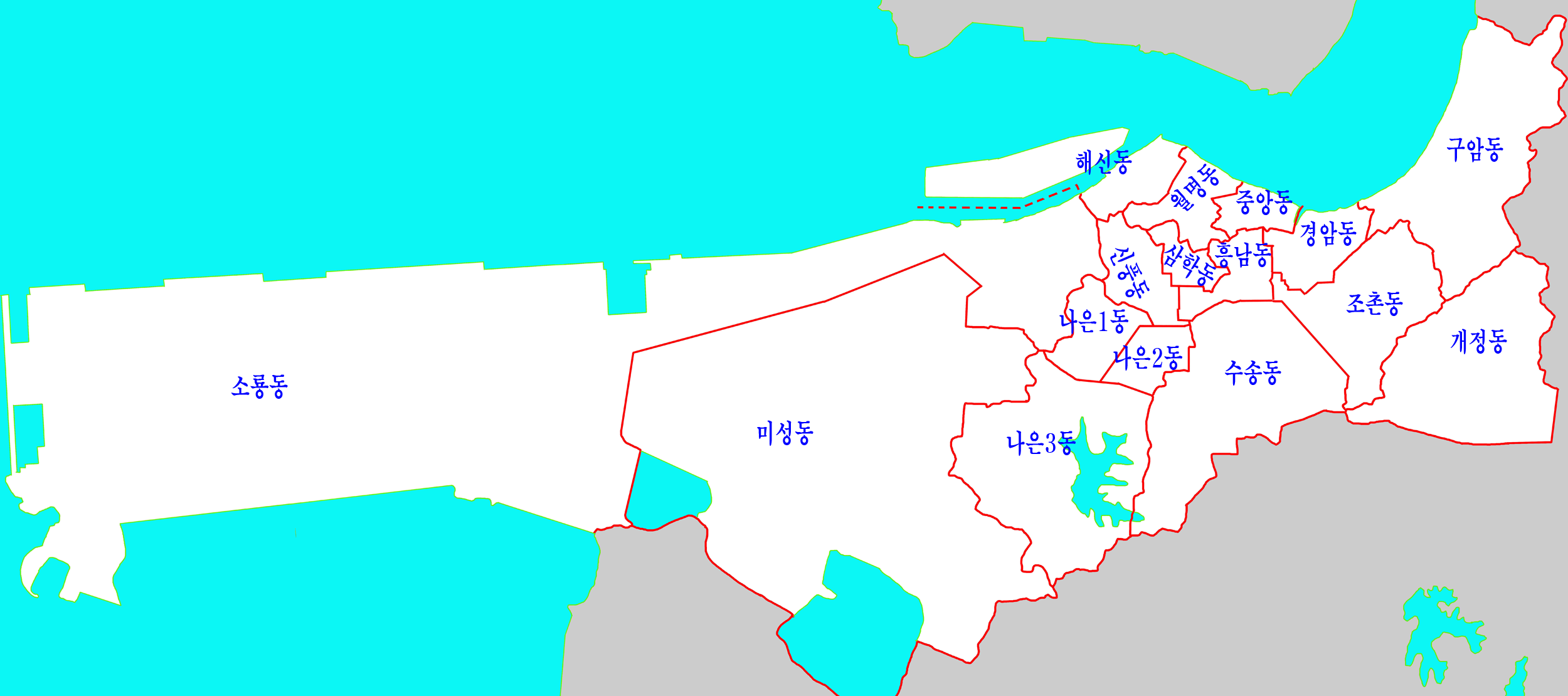
시내동 구역

| 읍면동  | 한자    | 면적 (km2) | 인구    | 세대    |
| ------- | ------- | ---------- | ------- | ------- |
| 옥구읍  | 沃溝邑  | 38.30      | 3,287   | 1,677   |
| 옥산면  | 沃山面  | 16.73      | 4,814   | 1,957   |
| 회현면  | 澮縣面  | 38.34      | 3,549   | 1,558   |
| 임피면  | 臨陂面  | 21.97      | 2,758   | 1,446   |
| 서수면  | 瑞穗面  | 24.23      | 2,671   | 1,339   |
| 대야면  | 大野面  | 37.83      | 5,225   | 2,661   |
| 개정면  | 開井面  | 16.80      | 3,109   | 1,512   |
| 성산면  | 聖山面  | 27.41      | 3,019   | 1,409   |
| 나포면  | 羅浦面  | 31.80      | 2,289   | 1,136   |
| 옥도면  | 沃島面  | 23.56      | 3,629   | 1,865   |
| 옥서면  | 沃西面  | 20.88      | 3,199   | 1,626   |
| 해신동  | 海新洞  | 3.03       | 2,470   | 1,302   |
| 월명동  | 月明洞  | 1.14       | 6,062   | 3,191   |
| 신풍동  | 新豊洞  | 1.21       | 7,527   | 3,442   |
| 삼학동  | 三鶴洞  | 0.56       | 5,965   | 2,988   |
| 중앙동  | 中央洞  | 0.67       | 2,953   | 1,728   |
| 흥남동  | 興南洞  | 0.99       | 11,968  | 5,361   |
| 조촌동  | 助村洞  | 3.11       | 21,180  | 9,131   |
| 경암동  | 京岩洞  | 1.22       | 7,769   | 3,958   |
| 구암동  | 龜岩洞  | 5.63       | 5,579   | 2,322   |
| 개정동  | 開井洞  | 5.11       | 3,006   | 1,250   |
| 수송동  | 秀松洞  | 5.41       | 56,282  | 20,683  |
| 나운1동 | 羅雲1洞 | 1.60       | 13,381  | 5,937   |
| 나운2동 | 羅雲2洞 | 0.81       | 24,463  | 9,715   |
| 나운3동 | 羅雲3洞 | 8.55       | 33,509  | 13,660  |
| 소룡동  | 小龍洞  | 33.48      | 17,251  | 8,240   |
| 미성동  | 米星洞  | 29.54      | 13,217  | 7,170   |
| 군산시  | 群山市  | 395.9      | 270,131 | 118,264 |

* 인구·세대는 2019년 12월 31일 주민등록 기준

## 인구
- 군산시의 연도별 인구 추이[36]

| 연도   | 총인구    |  | 비고                             | 비고                             |
| ------ | --------- |  | -------------------------------- | -------------------------------- |
| 1949년 | 196,980명 |  | 군산시(74,447), 옥구군(122,533)  | 군산시(74,447), 옥구군(122,533)  |
| 1955년 | 213,039명 |  | 군산시(85,932), 옥구군(127,107)  | 군산시(85,932), 옥구군(127,107)  |
| 1960년 | 229,377명 |  | 군산시(90,437), 옥구군(138,940)  | 군산시(90,437), 옥구군(138,940)  |
| 1966년 | 250,753명 |  | 군산시(102,327), 옥구군(148,426) | 군산시(102,327), 옥구군(148,426) |
| 1970년 | 247,526명 |  | 군산시(110,140), 옥구군(137,386) | 군산시(110,140), 옥구군(137,386) |
| 1975년 | 271,986명 |  | 군산시(154,780), 옥구군(117,206) | 군산시(154,780), 옥구군(117,206) |
| 1980년 | 271,175명 |  | 군산시(165,317), 옥구군(105,858) | 군산시(165,317), 옥구군(105,858) |
| 1985년 | 280,913명 |  | 군산시(185,649), 옥구군(95,264)  | 군산시(185,649), 옥구군(95,264)  |
| 1990년 | 287,055명 |  | 군산시(218,205), 옥구군(68,850)  | 군산시(218,205), 옥구군(68,850)  |
| 1995년 | 266,569명 |  | 외국인: 229 (0.1%)               | 군산시                           |
| 2000년 | 272,715명 |  | 외국인: 586 (0.2%)               | 군산시                           |
| 2005년 | 250,011명 |  | 외국인: 799 (0.3%)               | 군산시                           |
| 2010년 | 260,546명 |  | 외국인: 1,701 (0.7%)             | 군산시                           |
| 2015년 | 275,155명 |  | 외국인: 6,432 (2.3%)             | 군산시                           |
| 2019년 | 270,635명 |  | 외국인: 8,136 (3.0%)             | 군산시                           |

## 경제

### 공업
일제시대 당시 미곡 수출항으로 번성하였으나, 1960년대 이후 산업화 시기에 발전에 뒤쳐지게 되어 1차산업과 식품공업 위주의 미미한 산업구조를 가지고 있었다.
1990년대 이후에는 중국의 경제 성장과 더불어 서해안 시대의 개막으로 중공업 위주의 2차 산업이 주를 이루게 되었다.
두산인프라코어·타타대우상용차·OCI 등 대규모의 중공업 관련 공장이 가동 중이다. 또한 2018년 완공을 목표로 건설중인 새만금 산업단지에 OCI와 삼성이 신재생에너지 산업에 관한 대규모 투자를 진행·계획하고 있다.
경기 침체로 현대중공업과 한국지엠이 군산에서 철수하여 위기를 맞기도 했으나, 때마침 전기자동차 확대에 힘입어 에디슨모터스 및 명신 등의 전기자동차 제조업체들이 군산에 생산라인을 차리며 대한민국 전기자동차 산업의 메카로 발돋움할 준비를 하고 있다.

### 농업
호남평야의 중심을 이루는 곳으로 전형적인 쌀농사 지역이다. 주요 농산물은 쌀·나맥 등이다. 서해의 호어장에 임하여 어업이 성하며, 특히 성어기에는 멀리 목포 등 남해안 지방에서 조기떼를 따라 올라온 고깃배들이 어청도 근방에서 고기를 잡아 대부분 군산으로 집결하여 어시장은 성황을 이룬다. 고군산군도·동중국해 등 연근해에서 조기·새우·삼치·홍어·갈치 등이 잡히고, 해안 간척지와 도서지방에서는 조개류·미역·김 등의 양식업도 성하며, 옥구읍·회현면·옥서면 등 서해를 낀 곳의 해안지대에서는 대규모 염전이 개발되었다. 특산물로는 가물치, 마른꽃새우, 냉동대하, 멸치액젓, 물외장아찌, 흰찹쌀, 보리쌀 등이 유명하다.

### 수산업

#### 대형마트
- 이마트 군산점 (경암동)
- 롯데마트 군산점 (수송동)
- 롯데아울렛 군산점 (조촌동)
- 롯데백화점 군산점 (조촌동)
- 이마트 군산 조촌점 (조촌동)
- 군산 신세계 백화점 (나운동)

#### 영화관
- 롯데시네마 군산몰 (조촌동)
- 롯데시네마 군산나운 (나운동)
- CGV 군산 (나운동)

#### 애플리케이션
- 배달의 명수 - 2020년 3월 정식 서비스

## 관광

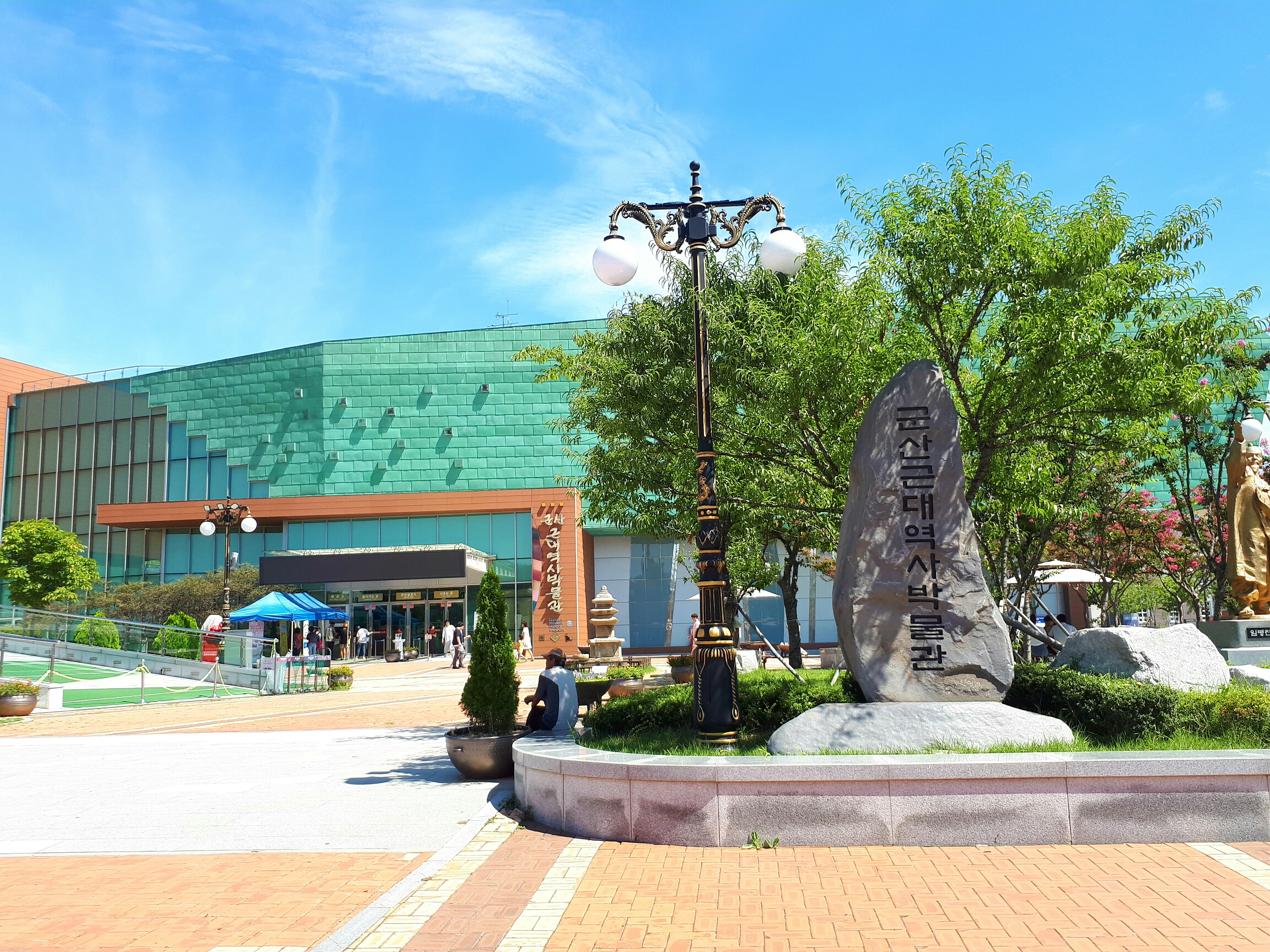
군산근대역사박물관

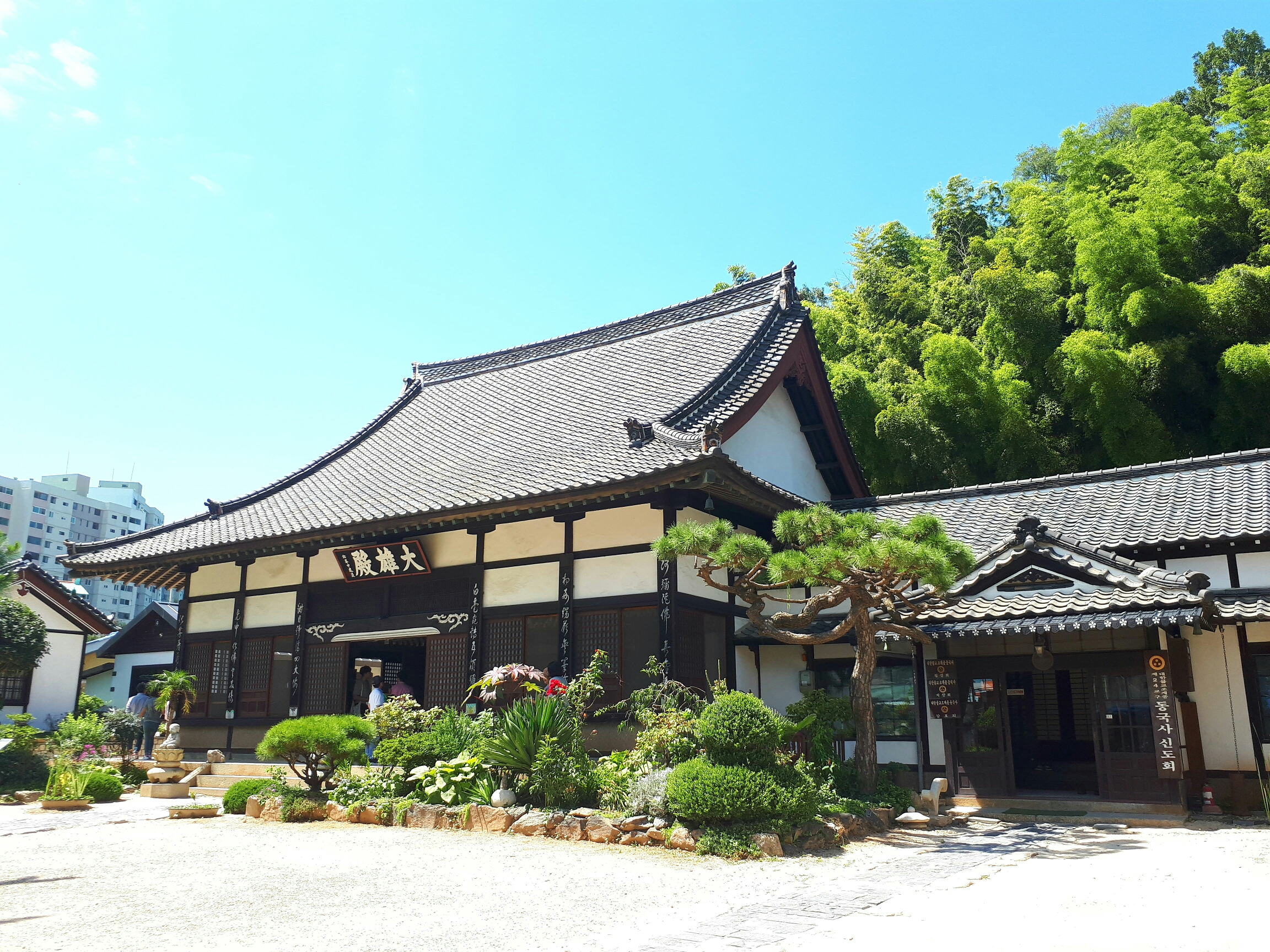
동국사

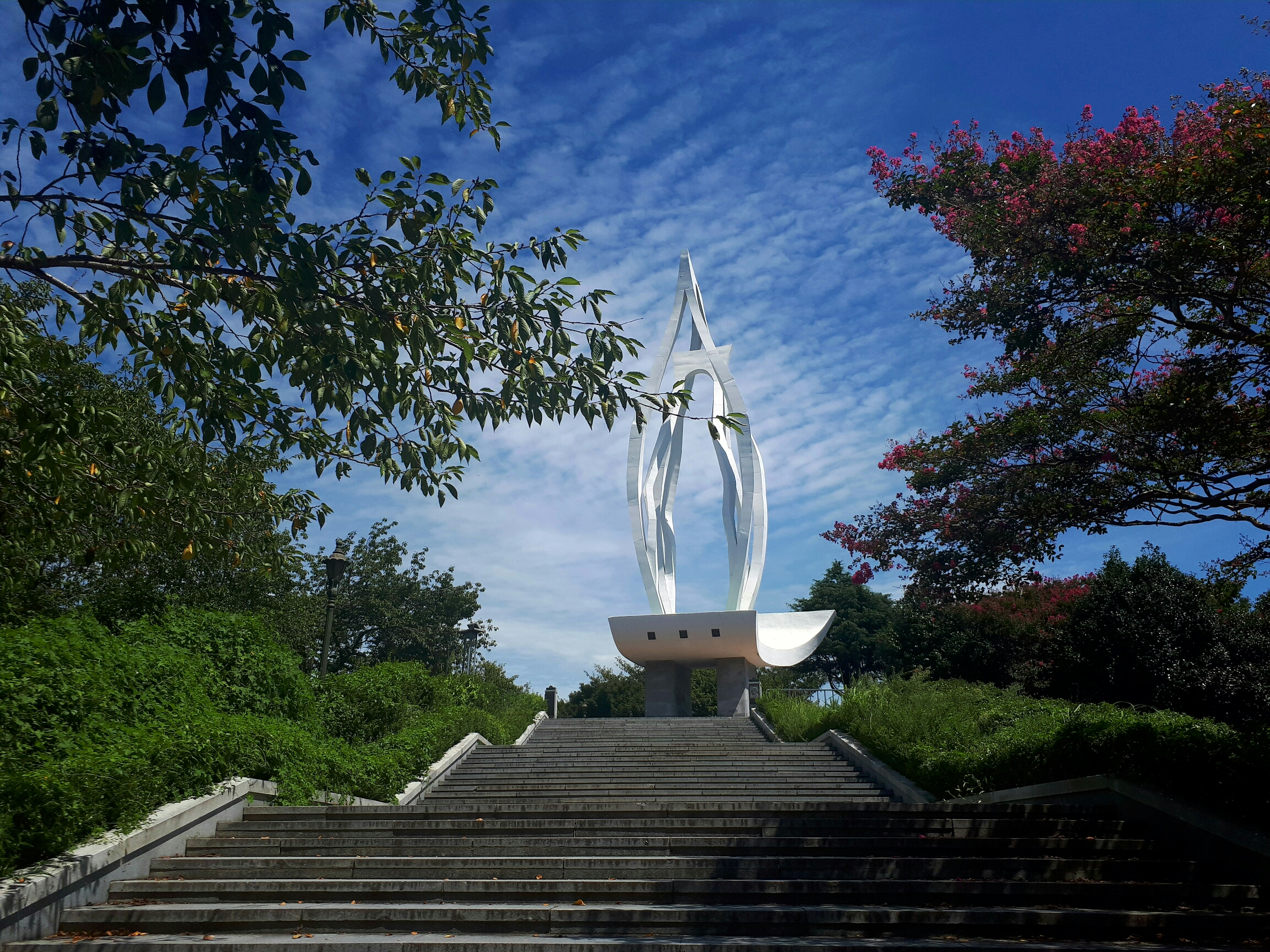
월명공원

- 시티투어버스 운행 보관됨 2014-04-23 - 웨이백 머신
- 고군산군도

고군산군도(古群山群島)는 군산시 옥도면이 관할하는 섬의 무리로, 무녀도, 선유도, 신시도 등 12개의 유인도와 46개의 무인도로 이루어져 있다. 경관이 빼어나 관광지로 유명하며, 몇몇 섬은 새만금 방조제 및 연도교(連島橋)로 이어져 있다.
- 국립신시도자연휴양림
- 군산근대역사박물관, 근대 건축관, 근대 미술관[37]

근대역사교육의 도시 군산에 자리한 군산의 근대문화 및 해양문화를 주제로 하는 특화 박물관이자 지역박물관으로서 2011년 9월에 개관하였다. 지하1층 지상3층으로 구성되어 있으며 1층은 해양물류역사관, 어린이박물관, 수장고로, 2층은 근대자료규장각실로, 3층은 근대생활관, 기획전시실, 세미나실로 구성되어 있다. 군산시의 근대 박물관, 근대 미술관, 근대 건축관은 자녀와 역사체험학습을 할 수 있다. 근대 박물관에서는 일제 강점기 당시의 역사를 보여주는 연극도 진행한다.
- 은파호수공원[38]

본래 농업용 저수지였던 곳이 저수지를 중심으로 인근의 작은 산들을 포함한 2,578,524평방미터가 1985년 국민관광지로 지정되었다. 순환도로가 완공되어 누구나 자동차를 타고 아흔아홉 구비라는 은파관광지의 주변을 모두 구경할 수 있게 되었다.
- 이성당빵집

1920년부터 오랜 전통을 이어온 빵집이다. 단팥빵과 야채빵이 유명하며, 특정 시간에 줄을 지어 사먹는 진풍경을 볼 수 있다. 현재는 다른 일부 지역에 체인점을 냈다.
- 자천대

원래 옥구군 선연리의 동산에 있었으나, 일제시대 후기 군용비행장 안으로 편입되자 이를 상평마을로 옮기고 경현재라 하였다가 1967년 다시 지은 것이 오늘에 이르고 있다. 건물은 앞면 3칸·옆면 1칸 규모의 2층 누각이고, 지붕은 옆면에서 볼 때 여덟 팔(八)자 모양인 팔작지붕이다. 지붕 처마를 받치기 위해 장식하여 만든 공포는 여러 가지 색으로 된 무늬를 곱게 칠해 놓았다.
- 철길마을(기차마을)

기차 선로에 집들이 바짝 붙어있는 마을로, 관광지로 재탄생했다. 현재는 기차가 다니지 않는다.
- 이당미술관

1층에는 최신시설의 남녀 목욕탕이 있었고, 2층부터 4층까지는 20여개의 객실을 갖추고 군산항을 찾는 국제여객을 맞이했다. 2008년 이후 상당기간 빈 건물로 방치되었다가 2015년부터 현대식 미술관 및 예술가를 위한 작업공간으로 리모델링을 했다.
- 선유도 해수욕장

명사십리, 삼도귀범 등 선유팔경이 유명하다. 바다낚시, 갯벌체험 등 체험관광이 가능한 전천후 관광지이다.
- 오성산
- 청암산
- 군산새만금컨벤션센터(지스코)[39]월명공원
- 월명공원

월명공원은 군산시 중심에 위치한 곳으로 시민의 안식처이자 관광지로써 봄에는 화려한 벚꽃과 동백꽃이 가을에는 아름다운 단풍이 시민들을 유혹하며, 정상에 오르면 금강과 서해바다가 한 눈에 들어온다.
- 진포해양공원

군산 내항의 진포해양테마공원은 고려말 최무선 장군이 최초로 화포를 이용하여 왜구를 물리친 진포대첩을 기념하며 미래의 주역인 어린이들의 체험학습의 장으로 활용, 올바른 역사의식 확립과 자긍심 고취를 위해당시 전투현장이었던 내항일대에 육, 해, 공군의 퇴역장비 13종 16대를 전시하여 공원을 조성하였다.
- 금강철새조망대
- 금강호 시민공원
- 금강랜드
- 금강랜드생태습지공원
- 군산농수산물 쇼핑센터
- 군산컨트리클럽
- 옥구저수지
- 군산호수
- 새만금 방조제
- 임피역사

### 문화재
- 동국사 소조여래석가삼존불상 및 복장유물(보물 제1718호)
- 군산 발산리 석등(보물 제234호)
- 군산 발산리 오층 석탑(보물 제276호)

원래는 완주 봉림사터에 있던 것을 지금의 위치로 옮겨 세웠다. 2단의 기단 위에 5층의 탑신을 올린 형태였으나 지금은 탑신의 한 층이 없어지고 4층까지만 남아있다. 이 탑은 전체적으로 균형미가 있으며, 고려탑의 간결한 아름다움이 잘 나타나 있다.
- 탑동 삼층석탑(전라북도 유형문화재 제66호)

1층 기단에 3층의 탑신을 세운 후 머리장식을 얹은 탑으로, 백제탑 양식을 일부 보이고 있다. 이 석탑은 고려시대의 석탑으로서, 백제탑 양식의 흐름을 따르고 있어 지방적 특색을 보여준다.

### 적산가옥
- 히로쓰 가옥

군산시 신흥동에 있는 일본식 가옥이다. 일제강점기 군산지역의 유명한 포목상이었던 일본인 히로쓰가 건축한 2층의 전통 일본식 목조가옥이다. 근처 거리에서 여러 일본식 가옥들을 구경할 수 있다.
- 동국사(등록문화재 제64호)

우리나라의 얼마남지 않은 일본식 사찰로 아직도 사찰로서 기능을 하는 유일한 곳이다. 여담으로 동국사에는 100년에 한번씩 꽃이 피는 토란꽃이 있다 한다.

### 축제
- 군산시간여행축제
- 군산새만금국제마라톤 대회
- 오성문화제전
- 진포예술제
- 꽁당보리축제

## 교통

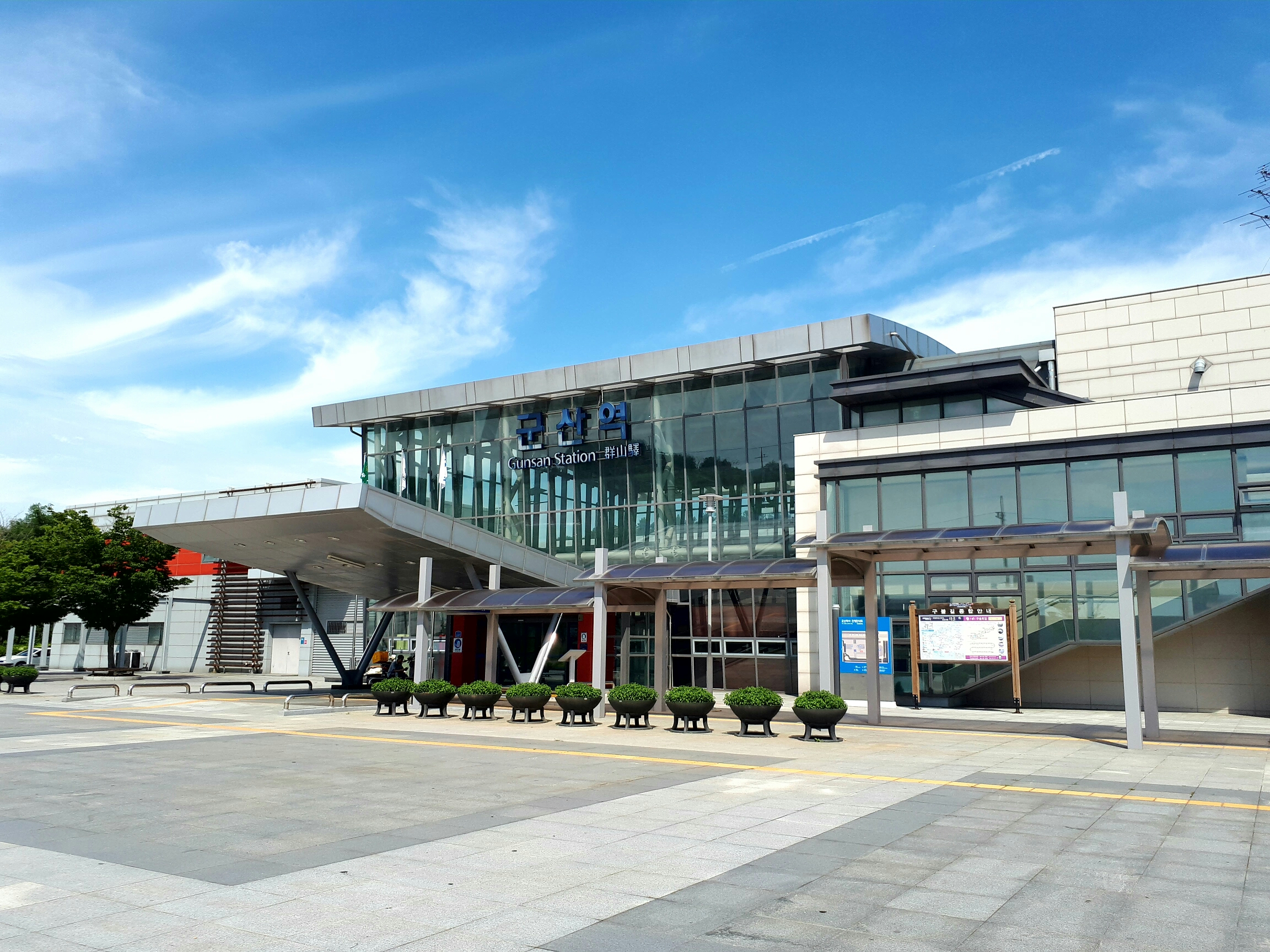
군산역

군산은 대외 수출항으로써 발달하였기 때문에 배후지와의 육로 교통이 일찍부터 발달하였으며 특히 호남고속도로가 전주와 익산 사이를 달리고 전주∼군산간 도로 확장으로 더욱 편리해졌다. 철도는 군산선이 2008년 1월 1일 장항선에 편입되고 장항-군산간 철길이 단선으로나마 이어지면서 새마을, 무궁화호를 이용하여 익산, 대천, 천안, 서울 방면으로 갈 수 있다. (현 군산역은 경유하는 모든 열차가 정차하며, 새마을호 왕복 8회, 무궁화호 왕복 9회이다.)
군산항은 또한 국내 각 항구와 연락됨은 물론 외국과도 연결되며, 군산공항에서는 제주 노선이 운행된다. 군산공항은 연 263천명의 여행객이 이용하며 물동량은 6,570톤이다. 군산은 항만교통의 중심지로 외항에서 수출입 물자가 운송되고, 내항에서는 황해 도서와의 연결이 이루어진다. 군산항은 토사의 퇴적이 심하여 1926년부터 호안축조(護岸築造)와 도수제(導水堤) 축조공사를 행하였다. 그래도 토사의 퇴적으로 대형선박의 출입이 불편하여 서남방 8km 지점에 1 2만t급의 선박이 출입할 수 있는 외항계획을 수립하여 공사하였다. 군산항은 일제강점기에 쌀 수출항으로 성장한 이후 전북특별자치도의 공업발전 부진으로 해운 운송실적이 미미했지만, 1990년대에 들어 수입을 중심으로 물동량이 크게 증가하여, 화물운송의 경우 1992년에는 전년의 3,353t에 비해 크게 증가한 633만 6594t의 운송 실적을 보였다. 군산외항은 최대 2만t급 선박 12척이 동시에 머무를 수 있게끔 건설되었고, 자동차 전용부두 등 4개 부두가 건설되어 있다. 현재는 옥도면에 비응 관광어항이 신설되어 어항으로서의 기능을 하고 있으며, 중국 옌타이(烟台)와 칭다오(靑島) 직항로가 개설되어 있으며, 10만 톤급 선박 60여 척이 접안할 수 있는 새만금 신항만이 건설되고 있다. 도로는 서해안고속도로가 지나가며, 새만금 - 포항간 고속도로가 건설 중이다. 금강하구둑을 통해 서천군으로 갈 수 있으며, 군산시 해망동과 서천군 장항읍을 잇는 동백대교가 연결되어 금강하구둑을 이용하는 것과 비교하면 운행거리는 14km에서 3km로 11km 줄었고, 운행시간도 30분에서 5분으로 25분 단축되었다.

### 철도(현재 운행 중인 역)
| 장항선 | 장항역 ↔ 군산역 ↔ 대야역 ↔ 임피역 ↔ 익산역 |

### 버스

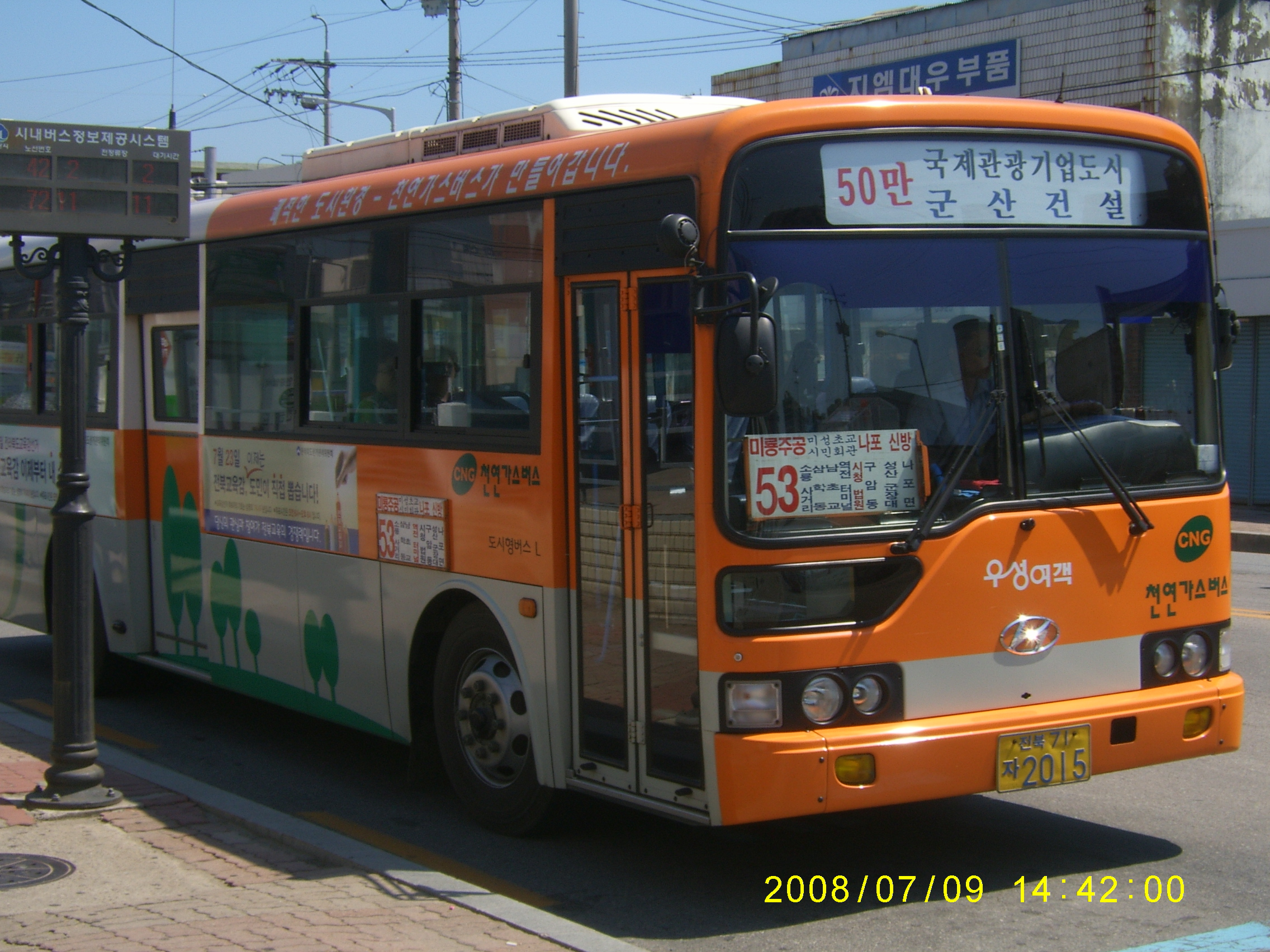
군산에서 운행하는 시내버스

- 군산시의 시내버스
- 익산시의 시내버스[41]
- 서천군의 농어촌버스[42]
- 군산고속버스터미널
- 군산시외버스터미널
- 대야공용버스터미널

### 해운
- 중국의 석도 ↔ 군산시 간 국제여객선이 운항중이다.[43]

### 도로
- 고속도로: 서해안고속도로 (군산 나들목, 동군산 나들목)
- 국도: 국도 제4호선, 국도 제21호선, 국도 제26호선, 국도 제27호선, 국도 제29호선, 국도 제77호선
- 지방도: 지방도 제706호선, 지방도 제709호선, 지방도 제711호선, 지방도 제718호선, 지방도 제744호선

## 교육
- 국공립대학교

|  | - 국립군산대학교 - 전북대학교 새만금프런티어캠퍼스 |

- 사립대학교

|  | - 호원대학교 |

- 사립전문대학

|  | - 군산간호대학교 - 군장대학교 |

- 고등학교

|  | - 군산고등학교 - 군산기계공업고등학교 - 군산동고등학교 - 군산상일고등학교 | - 군산여자고등학교 - 군산여자상업고등학교 - 군산영광여자고등학교 - 군산제일고등학교 | - 군산중앙고등학교 - 군산중앙여자고등학교 - 전북외국어고등학교 - 한들고등학교 |

- 중학교

|  | - 군산금강중학교 - 군산남중학교 - 군산대성중학교 - 군산동산중학교 - 군산동원중학교 | - 군산산북중학교 - 군산서흥중학교 - 군산영광중학교 - 군산월명중학교 - 군산자양중학교 | - 군산제일중학교 - 군산중앙중학교 - 군산중학교 - 군산진포중학교 - 나포중학교 | - 선유도중학교 - 옥구중학교 - 임피중학교 - 회현중학교 |

- 초등학교

|  | - 개야도초등학교 - 개정초등학교 - 군산경포초등학교 - 군산구암초등학교 - 군산금광초등학교 - 군산나운초등학교 - 군산남초등학교 - 군산내흥초등학교 - 군산동초등학교 - 군산문화초등학교 - 군산미성초등학교 - 군산산북초등학교 - 군산서초등학교 - 군산서해초등학교 | - 군산소룡초등학교 - 군산수송초등학교 - 군산신풍초등학교 - 군산신흥초등학교 - 군산용문초등학교 - 군산월명초등학교 - 군산중앙초등학교 - 군산지곡초등학교 - 군산진포초등학교 - 군산초등학교 - 군산풍문초등학교 - 군산흥남초등학교 - 금암초등학교 - 나포초등학교 | - 당북초등학교 - 대야초등학교 - 대야남초등학교 - 마룡초등학교 - 무녀도초등학교 - 문창초등학교 - 미룡초등학교 - 발산초등학교 - 서수초등학교 - 선유도초등학교 - 성산초등학교 - 술산초등학교 - 신시도초등학교 | - 어청도초등학교 - 오봉초등학교 - 옥구초등학교 - 옥봉초등학교 - 옥산초등학교 - 임피초등학교 - 전주교육대학교 군산부설초등학교 - 창오초등학교 - 해성초등학교 - 회현초등학교 - 군산아리울초등학교 - 군산푸른솔초등학교 - 군산미장초등학교 |

- 특수학교

|  | - 군산명화학교 |

### 도서관
- 군산시립도서관
- 금강도서관
- 늘푸른도서관
- 설림도서관
- 전북특별자치도교육청군산학생교육문화관
- 전북특별자치도교육청군산학생교육문화관대야분관

## 스포츠
풋살 리그인 FK리그의 군산FS가 군산시를 연고지로 하고 있다.

## 공공 시설
- 월명종합경기장[44]
- 전북특별자치도 군산의료원[45]

## 자매 결연 도시
- 대한민국 경상북도 김천시
- 대한민국 대구광역시 동구
- 대한민국 전라남도 여수시
- 대한민국 서울특별시 강남구
- 대한민국 충청북도 제천시
- 대한민국 제주특별자치도 서귀포시
- 대한민국 서울특별시 동작구
- 미국 워싱턴주 터코마
- 중화인민공화국 산둥성 웨이하이시
- 인도 마하라슈트라 주 핌프리친치와드
- 인도 자르칸드 주 잠셰드푸르
- 캐나다 온타리오주 윈저

## 같이 보기
- 대한민국의 설치순 도시 목록
- 호남 지방

전북특별자치도

### 내용주
1. ↑  삼한을 구성하는 연맹체에 속하는 소국들의 중심 읍락. 마한은 약 50여개의 소국들로 이루어져 있었다. - 국읍 보관됨 2020-07-01 - 웨이백 머신, 우리역사넷

### 참조주
1. ↑  군산시 옥구읍, 옥산면, 임피면, 서수면, 개정면, 성산면, 나포면, 옥도면, 옥서면, 해신동, 월명동, 신풍동, 삼학동, 중앙동, 홍남동, 조촌동, 경암동, 구암동, 개정동, 수송동, 나운1동, 나운2동, 나운3동, 소룡동, 미성동 해당.
2. ↑  군산시 대야면, 회현면, 김제시, 부안군 일원 해당.
3. ↑  “2021년 12월 주민등록 인구”. 《행정안전부》.
4. ↑  군산 내흥동유적 보관됨 2017-12-26 - 웨이백 머신, 전곡선사박물관
5. ↑  군산 내흥동 유적 발굴조사[깨진 링크(과거 내용 찾기)], 한국고고학회
6. ↑  선사 보관됨 2017-12-26 - 웨이백 머신, 디지털군산문화대전
7. ↑  한광야 교수의 한국의 도시 (7) - 금강이 만들어낸 도시, 군산 보관됨 2017-12-26 - 웨이백 머신, 동대신문, 2015년 9월 21일
8. ↑  마한을 기습하여 합병하다 ( 8년 10월(음) ), 삼국사기, 한국사데이터베이스
9. 1 2 3  삼국통일신라시대 보관됨 2017-12-26 - 웨이백 머신, 국립군산대학교 박물관
10. ↑  기벌포전투 보관됨 2020-07-01 - 웨이백 머신, 문화콘텐츠닷컴
11. 1 2  군산(群山)이란 이름은 어디서 왔을까? 보관됨 2017-12-26 - 웨이백 머신, 황룡닷컴, 2011년 3월 2일
12. ↑  고려시대 보관됨 2017-12-26 - 웨이백 머신, 국립군산대학교 박물관
13. ↑  조선시대, 국립군산대학교 박물관
14. 1 2 3  군산 역사 연표, 군산근대역사박물관
15. ↑  조창의 모습 보관됨 2017-12-26 - 웨이백 머신, 문화콘덴츠 닷컴
16. ↑  이이화, 《한국사이야기22. 빼앗긴 들에 부는 근대화바람》(한길사, 2004) 27쪽.
17. ↑  조선총독부령 제111호 도의위치·관할구역변경및부·군의명칭·위치·관할구역변경에관한규정 (1913년 12월 29일)
18. ↑  조선총독부령 제220호 (1940년 10월 23일)
19. ↑  법률 제32호(1949.07.04 공포)
20. ↑  군산시 조례 제463호
21. ↑  군산시 조례 제???호
22. ↑  대통령령 제6542호(1973년 3월 12일 공포)
23. ↑  대통령령 제10050호 경기도시흥군의왕읍등35개읍설치에관한규정 (1980년 10월 21일)
24. ↑  대통령령 제12557호
25. ↑  군산시조례 제1566호,제1567호(1994.8.1공포)
26. ↑  법률 제4774호 경기도남양주시등33개도농복합형태의시설치등에관한법률 (1994년 8월 3일)
27. ↑  군산시조례 제566호, 제567호(2003.02.17 공포)
28. ↑  군산시조례 제789호(2008.02.04 공포)
29. ↑  “군산 기상대”. 2009년 4월 16일에 원본 문서에서 보존된 문서. 2009년 6월 15일에 확인함.
30. ↑  1968년~2003년은 금동 소재, 2004년부터는 내흥동 소재 관측소에서 관측
31. ↑  
“우리나라 기후평년값(1991~2020) 군산(140)”. 기상청. 2021년 3월 25일에 확인함.
32. ↑  
“순위값 - 구역별조회 군산(140)”. 기상청. 2021년 10월 2일에 확인함.
33. ↑  군산 현황 군산시청 홈페이지, 2020년 9월 18일 확인.
34. ↑  주민등록 인구통계 행정안전부, 2020년 9월 18일 확인.
35. ↑  통계청, KOSIS 국가통계포털
36. ↑  홈페이지
37. ↑  “홈페이지”. 2014년 6월 16일에 원본 문서에서 보존된 문서. 2014년 5월 19일에 확인함.
38. ↑  “홈페이지”. 2018년 4월 27일에 원본 문서에서 보존된 문서. 2018년 4월 27일에 확인함.
39. ↑  군산시청 홈페이지 참조.
40. ↑  익산시 일부 버스가 대야면까지 운행한다.
41. ↑  서천군 농어촌버스 91번이 금강하굿둑을 넘어 군산시외버스터미널까지 운행한다.
42. ↑  “석도훼리, 군산 ↔ 석도 간 운항”. 2014년 12월 18일에 원본 문서에서 보존된 문서. 2015년 1월 17일에 확인함.
43. ↑  홈페이지
44. ↑  “홈페이지”. 2018년 4월 27일에 원본 문서에서 보존된 문서. 2018년 4월 27일에 확인함.